# Гордилья, Габриэль Парис
Габриэль Парис Гордилья (8 марта 1910, Ибаге, Толима, Колумбия — 21 марта 2008, Хирардот, Кундинамарка, Колумбия) — колумбийский политический и военный деятель, глава военной хунты
Колумбии (1957—1958).

## Биография
Окончил военную академию Хосе Марии Кордовы.
В 1933 г. участвовал в войне с Перу.
В 1949—1950 гг. — командир группы, затем бригады Вооруженных сил Колумбии.
В 1953 г. назначен бригадным генералом и командующим колумбийской армей. В июне того же года назначен альтернативным представителем Колумбии в комиссии по разоружению Совета Безопасности ООН с полномочиями посла Колумбии при Организации Объединенных Наций.
В 1954 г. — министр юстиции.
В 1954—1957 гг. — военный министр Колумбии.
В 1957—1958 гг. — глава военной хунты Колумбии.
После проведения демократических выборов 1958 г. уволился с военной службы и ушел из политики.

### Молодость
Габриэль Парис учился в колледже Сан Симон в Ибаге, департамент Толима. По его окончании был зачислен в колумбийскую армию и отучившись в военной академии Хосе Марии Кордовы в 1928 году стал лейтенантом кавалерии, а позже, 11 декабря 1929 г. был назначен в Grupo No. 1 Páez — подразделение, с которым связал большую часть своей карьеры.

## Война с Перу
См. также: Перуано-колумбийская война
Лейтенантом Парис участвовал в перуано-колумбийской войне в 1933 году на линии фронта Baraya-La Tagua. На примерную офицерскую службу Парис был назначен конным инструктором в академию Хосе Марии Кордовы.

## Факты
- Является одним из самых долгоживущих руководителей глав государств и правительств в мире.
- Самый долгоживущий президент Колумбии.